# Derlis Florentín
Derlis Florentín (Caacupé, 9 de enero de 1984-Eusebio Ayala, 28 de marzo de 2010) fue un futbolista paraguayo. Jugaba de delantero y su último  equipo fue el Club Nacional de Football de la Primera División de Uruguay.

## Trayectoria
Nació en Caacupé, el 9 de enero de 1984. Inició su carrera en el Club Humaitá F.B.C.de la Liga Deportiva de Piribebuy. Fue parte de la Sub-17 y Sub-20 de la Selección de fútbol de Paraguay con la cual ganó la Copa Milk en el 2001 y 2003.
En el 2006, jugando para el Barcelona de Ecuador, anotó 18 goles en 26 partidos, convirtiéndose en el goleador de esa temporada del Barcelona, lo que le valió para ser contratado por el Palmeiras de Brasil. Luego participó en la Copa Libertadores 2008 con Danubio. En ese mismo año también tuvo un paso infructuoso por Alianza Lima de Perú, donde llegó a marcar solo un gol.
En el 2009 fue contratado bajo ciertas cláusulas especiales por el Barcelona de Ecuador. A mitad de temporada dejó Guayaquil y regresó al Nacional.

## Fallecimiento
Falleció en la madrugada del 28 de marzo de 2010 en un accidente de tránsito en el distrito de Eusebio Ayala, departamento de Cordillera, donde también perdió la vida uno de sus acompañantes.

## Clubes
| Club                        | País      | Año       |
| --------------------------- | --------- | --------- |
| Deportivo Humaitá           | Paraguay  | 2001-2002 |
| Gimnasia y Esgrima La Plata | Argentina | 2003      |
| Sportivo Luqueño            | Paraguay  | 2004      |
| Mito HollyHock              | Japón     | 2005      |
| Consadole Sapporo           | Japón     | 2005      |
| Sportivo Luqueño            | Paraguay  | 2006      |
| Barcelona                   | Ecuador   | 2006      |
| Palmeiras                   | Brasil    | 2007      |
| Nacional                    | Uruguay   | 2007      |
| Danubio                     | Uruguay   | 2008      |
| Alianza Lima                | Perú      | 2008      |
| Barcelona                   | Ecuador   | 2009      |
| Nacional                    | Uruguay   | 2009-2010 |